# Atze (Name)
Atze ist eine alte deutsche Kurzform, die für andere Vornamen mit dem Anfangsbuchstaben A entstand. Der Begriff wird seit langem nicht nur als Name, sondern auch als Bezeichnung für einen Freund, Bruder oder Kumpel verwendet. Die Verwendung in beiden Bedeutungen ist heute noch allgemein gebräuchlich, unterliegt allerdings modischen Schwankungen.
Der Name kommt aus den Niederlanden, wo er seit dem Ende des 18. Jahrhunderts nachweisbar ist. Er hat sich zeitweise, getragen von der Jugendkultur des deutschen Hip-Hop, als Spitzname ausgebreitet.

## Ursprung
Es ist nicht zuverlässig überliefert, aus welchem Vornamen die Kurzform Atze ursprünglich entstand. Sie ist vermutlich in unterschiedlichen deutschen Dialekten unabhängig voneinander entwickelt worden. Als Vorläufer können bereits Kurzformen aus dem Mittelalter angesehen werden, wie z. B. Azo, das aus dem Aldelbertus entstand. Aus der Gegend um Konstanz ist um 1259 die Verwendung von Azzo belegt. Bekannt sind auch die Sprüche Walthers von der Vogelweide im sogenannten Atzeton, darunter das Gedicht Mir hât hêr Gêrhart Atze ein pfert/ erschozzen zIsenache… von (L 104, 7, um 1205). 
Möglicherweise handelt es sich um die Verballhornung des Namens Andreas. Auch Artur oder Matthias (Matze), seit der Renaissance Alexander kommen dafür in Frage. Auch der Nachname des Tiroler Schriftstellers Karl Atz lässt sich möglicherweise auf eine alte Namensumbildung zurückführen, während Ortsnamen wie Atzel, Atzerath oder Atzerode auf alte Wasserwörter zurückzugehen scheinen und der Ausdruck Atzel für Elster eine frühneuhochdeutsche Ableitung aus mhd. agelester darstellt.
Der Begriff Atze war in den letzten Jahrhunderten verbreitet und führte dort zur Bildung der Konnotation im Sinne von Kumpel, Freund, Bruder oder auch Schwager, seltener auch für das jeweilige weibliche Pendant verwendet. Vor allem das Berlinische hat den Begriff ständig präsent gehalten, wo er so viel wie Bruder bedeutet. Auch die populäre DDR-Zeitschrift Atze für Kinder erhielt so ihren Namen.

## Bekannte Träger dieses Namens
Nachnamen
- Gerhard Atze, Dienstmann Landgraf Hermanns I. von Thüringen, der in zwei Liedern Walthers von der Vogelweide verspottet wird
- Marcel Atze, Germanist, Volkskundler und Bibliothekar in Wien

Vornamen
- Artur „Atze“ Brauner (1918–2019), deutscher Filmproduzent und Unternehmer
- Jürgen „Atze“ Friedrich (* 1943), deutscher Fußballspieler und -funktionär
- Atze Schröder (* 1965), Name einer deutschen Comedy-Kunstfigur